# Pelexia bradei
Pelexia bradei är en orkidéart som beskrevs av Rudolf Schlechter och Rudolf Mansfeld. Pelexia bradei ingår i släktet Pelexia och familjen orkidéer. Inga underarter finns listade i Catalogue of Life.